# Бейсбол
Бейсбо́л (англ. baseball) — спортивна гра з м'ячем і битою. Гра відбувається між двома командами з дев'яти гравців, які по черзі грають у захисті та в нападі.
Завдання команди, яка грає в нападі, — заробити пробіжку (англ. run). Для цього гравцям потрібно відбивати битою м'яч, який кидає подава́льник (англ. pitcher), і тоді послідовно пробігти через чотири бази у напрямку проти годинникової стрілки. Є чотири бази: перша, друга, третя і домашня. Пробіжка зараховується, якщо гравець пробіг через усі бази і повернувся на домашню.
Під час гри в нападі гравці по черзі грають проти подава́льника команди, яка захищається. Завдання подава́льника — не дати заробити пробіжку. Для цього йому потрібно заробити «аут», «вивести з гри» гравця, що стоїть на відбиванні, будь-яким із декількох способів. Гравець нападаючої команди, який досяг бази, пізніше може спробувати досягти наступних баз під час гри в нападі його партнерів по команді. Коли команда, яка захищається, заробить три аути, команди міняються позиціями. Команда-гість грає в нападі першою. Коли команди по черзі зіграли в нападі і захисті, це складає собою один ігровий відрізок (англ. inning). Гра складається з дев'яти відрізків. Перемагає команда, яка на момент завершення гри заробила більше пробіжок.
Бейсбол розвинувся зі старіших ігор з м'ячем і битою, які існували в Англії до середини XVIII століття. Іммігранти привезли гру до Північної Америки, де поступово була розроблена її сучасна версія. До кінця XIX століття бейсбол став національним видом спорту у США.
Бейсбол популярний у Північній Америці, деяких регіонах Центральної та Південної Америки, Карибах, Східній Азії, особливо у Японії.
Бейсбол є олімпійським видом спорту. Входив до програми Літніх олімпійських ігор з 1992 (Барселона) по 2008 рік (Пекін).
Різновид бейсболу з більшим м'ячем називається софтболом.

## Історія

### Походження
Точно відслідкувати розвиток бейсболу із старовинних ігор з битою і м'ячем важко. Французький рукопис 1344 року містить ілюстрацію, на якій зображені священики, що грають у гру, можливо, la soule, що схожа на бейсбол. Інші старі французькі ігри, такі як théque, la balle au bâton і la balle empoisonée також мають деяку схожість з бейсболом. Дослідники дійшли згоди, що сучасний бейсбол розвинувся у Північній Америці з старішої гри раундерз, популярної у Великій Британії та Ірландії. Проте Девід Блок у праці «Бейсбол у часи, коли про нього не знали: Пошук коренів гри» (англ. Baseball Before We Knew It: A Search for the Roots of the Game) (2005) припускає, що гра виникла в Англії, і це підтверджують історичні свідчення. Блок стверджує, що раундерз і ранній бейсбол насправді були регіональними версіями однієї гри і що безпосередніми попередниками бейсболу були англійські ігри стулбол і тат-бол. Довгий час вважали, що крикет також походить від цих ігор, але виявлені у 2009 році свідчення вказують на те, що крикет міг бути завезений до Англії з Фландрії.
Найраніша відома згадка про бейсбол міститься у дитячій книжці 1744 року, виданій в Англії, — «A Little Pretty Pocket-Book» (аналог букваря). У ній наведено римований опис «бейсболу» і зображено поле, яке нагадує сучасне, але є трикутним, а не чотирикутним, і має стійки замість вкопаних у ґрунт баз. Девід Блок знайшов перший запис про гру під назвою «Басс-бол» (англ. Bass-Ball) у Суррей у 1749 році. Англійський юрист Вільям Брей зробив запис про гру в бейсбол у 1755 році у Гілфорді, графство Суррей. Цю ранню форму гри привезли до Канади англійські іммігранти. Раундерз також була привезена до США канадцями британського та ірландського походження. Перша згадка про бейсбол у США датована 1791 роком. Це було розпорядження міської влади міста Піттсфілд (Массачусетс), яким заборонялося грати в гру біля нового міського дому молитви. У 1796 році гра вже була досить відомою, оскільки вона згадується в німецькому шкільному підручнику серед інших популярних розваг. Автор описує «englische Base-ball» як змагання між двома командами, у якому «відбивач має три спроби відбити м'яч, знаходячись у домі». Щоб вивести суперника з гри, достатньо було одного аута.

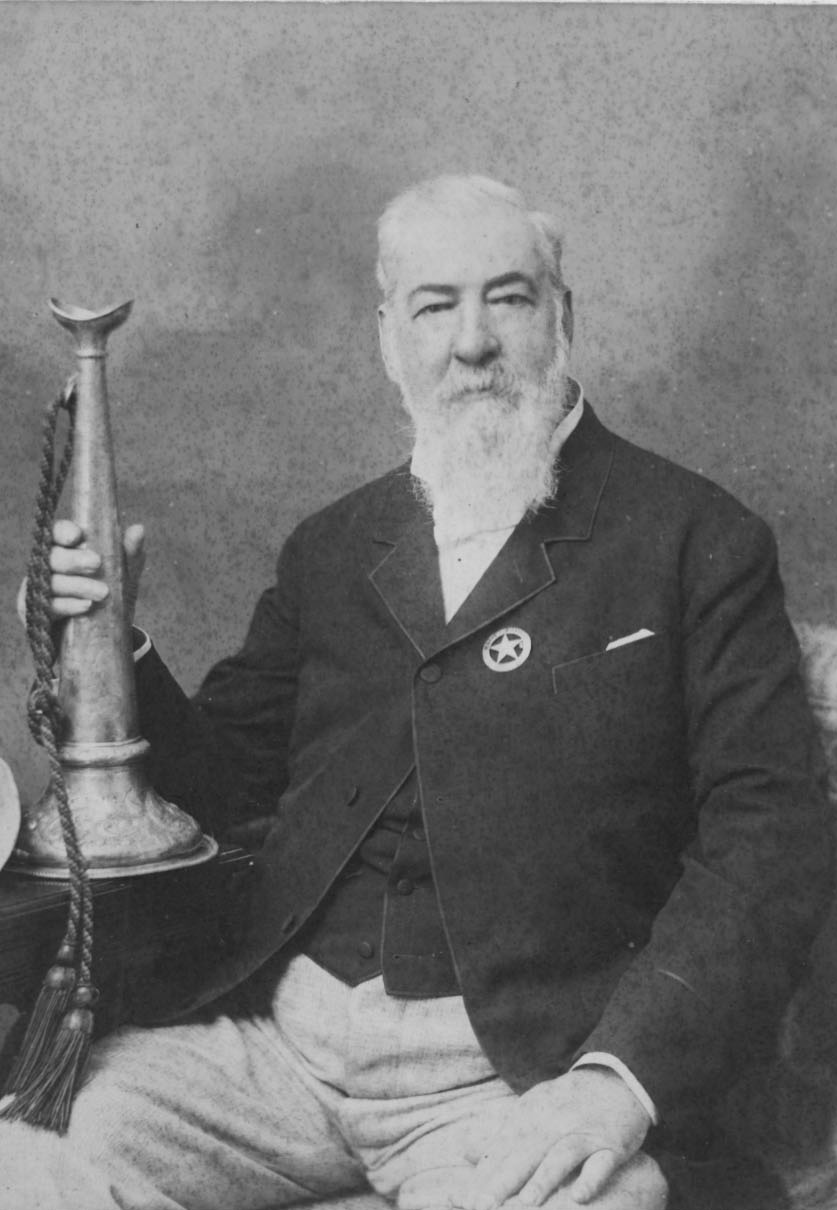
Александр Картрайт вважається «батьком» сучасного бейсболу

Станом на початок 1830-х років є повідомлення про ряд різних ігор з битою та м'ячем без чітких правил, у які грали в Північній Америці і які визнаються ранніми формами бейсболу. Місцеві жителі часто називали ці ігри «таун-бол» (тобто, міський м'яч), хоча також вживалися назви «раунд-бол» і бейсбол. Один із найбільш ранніх прикладів гри, який був описаний детально одним із очевидців (щоправда, через п'ятдесят років у листі в газету «Спортінг Лайф»), відбувся у Бічвіллі (Онтаріо) у 1838 році. Описана гра була багато в чому подібна до бейсболу, але мала також значні відмінності: п'ять баз (або bye), відстань від першої бази до дому — лише 5,5 м; дозволялося ловити відбитий бетером м'яч після відскоку.
Довгий час вважався правдивим «Міф про Даблдея» — історія про те, що Абнер Даблдей винайшов бейсбол у 1839 році у Куперстауні (Нью-Йорк). З часом історики бейсболу викрили та розвінчали цю легенду.
У 1845 році житель Нью-Йорка, член клубу «Knickerbockers» Александр Картрайт уклав правила гри в бейсбол, так звані «Нікербокерзські правила». Ці правила забороняли поширену в той час практику вибивати ранера, влучивши по ньому м'ячем. Таким чином правила посприяли використанню меншого і твердішого м'яча. Вони були більш наближені до сучасної гри, хоча і далі, наприклад, відбивальник вибував, якщо м'яч було спіймано після одного відскоку, дозволялася тільки подача знизу. 19 червня 1846 відбувся перший матч за правилами Картрайта. Хоча, за деякими даними, «Нью-Йорк Нікербокерз» грали ще в 1845 році, матч, який на даний час вважається першим офіційно зареєстрованим бейсбольним матчем в історії США, відбувся 19 червня 1846 року в місті Гобокен, Нью-Джерсі: «New York Nine» переміг «Нікербокерз» 23-1, у чотирьох інінґах. Нікербокерзські правила стали основою для розвитку сучасних правил протягом другої половини століття.

### Історія бейсболу у США

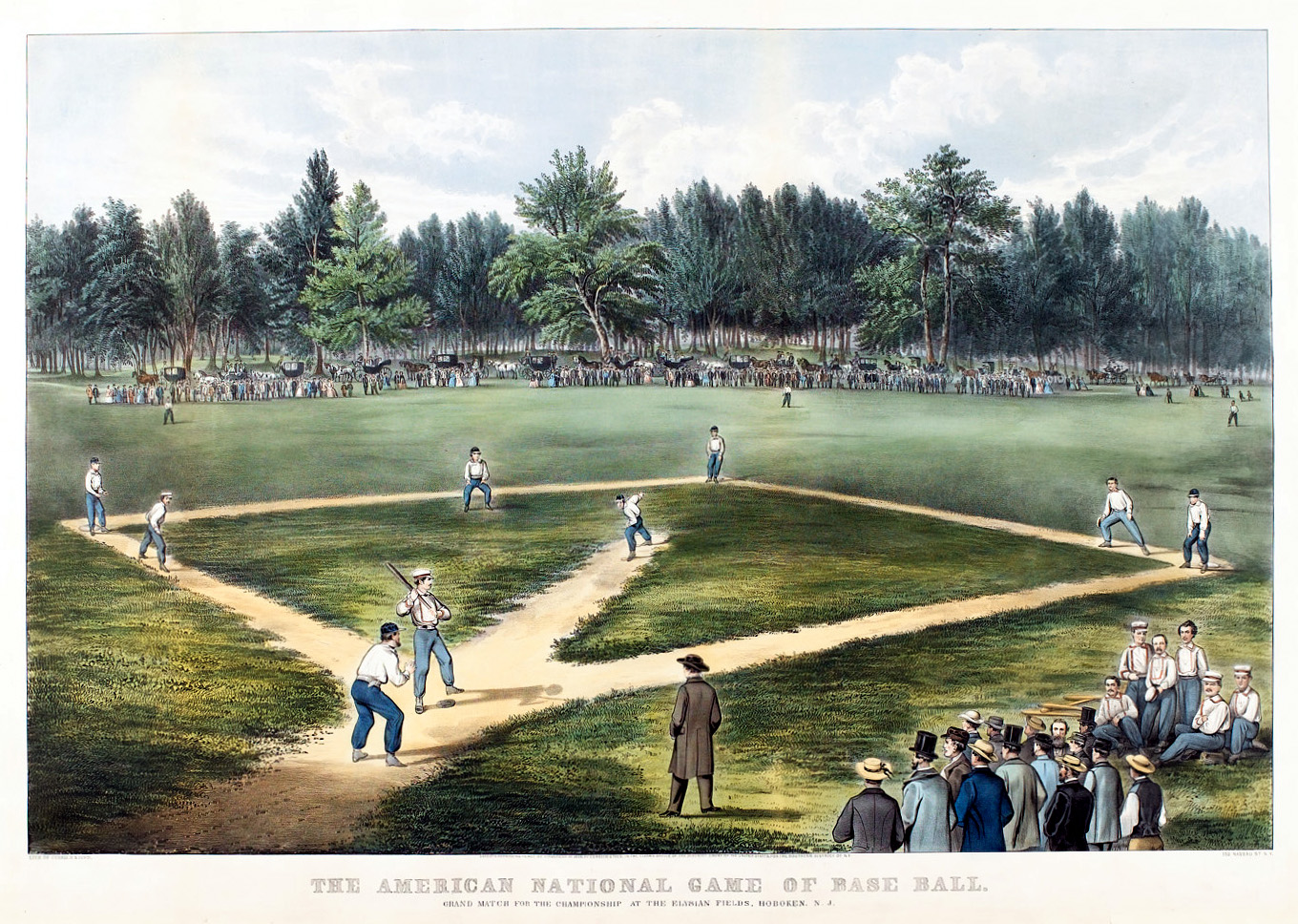
Американська національна гра.
Зображення бейсбольного матчу у Гобокені, 1866 рік.

У середині 1850-х років бейсболом почали масово захоплюватися у території Великого Нью-Йорку. У 1856 році місцеві журнали згадували про бейсбол як про «національну розвагу» або «національну гру». Роком пізніше шістнадцять клубів з цієї місцевості створили перший управлінський орган — Національну асоціацію гравців бейсболу. У 1858 році у Квінсі відбулися перші бейсбольні матчі з платою за вхід. У цих матчах брали участь усі зірки Брукліна (гравці команд «Бруклін Атлантікс», «Ексельсіор Бруклін», «Putnams» і «Екфорд Бруклін») та всі зірки Нью-Йорка, тобто Мангеттена (гравці з команд «Нью-Йорк Нікебокерз», «Gothams», «Eagles» і «Empire»). Ці ігри вважаються першими бейсбольними матчами всіх зірок. У 1863 році організація скасувала правило, яке дозволяло вивести з гри бетера, спіймавши після відскоку відбитий ним за правилами м'яч. Через чотири роки організація заборонила участь у своїх матчах афроамериканців. Збільшувався комерційний потенціал гри: у 1869 році було створено перший повністю професіональний бейсбольний клуб — «Цинциннаті Ред Стокінґз», який того року не зазнав жодної поразки у матчах з напівпрофесіональними та любительськими командами. Перша професіональна ліга — Національна асоціація професіональних бейсболістів (англ. NAPBBP), проіснувала з 1871 по 1875 рік. Вища ліга бейсболу не надає NAPBBP статусу вищої ліги.
У 1876 році було створено Національну лігу, яка мала кращу організаційну структуру. Були створені та припинили діяльність декілька інших ліг. В одній з таких ліг — Американській асоціації (англ. American Association) у 1884 році грав афроамериканець Мозес Вокер. Через травму Вокер більше не грав у вищій лізі, а з початку 1890-х років за неписаною домовленістю було встановлено «кольоровий бар'єр» у бейсболі, який не допускав чорношкірих гравців до професійних ліг (вищих і нижчих), якими володіли білі. Створювалися професіональні Негритянські бейсбольні ліги (амер. англ. Negro baseball league), але вони швидко закривалися.
Продовжували змінюватися правила — у 1884 році було дозволено подачу зверху. У 1887 році було винайдено софтбол, який тоді мав назву «бейсбол в залі» (англ. indoor baseball), як зимова версія гри. Станом на 1893 рік вже діяли по суті всі сучасні правила гри; остання значна зміна була запроваджена 1901 року — м'яч, відбитий не за правилами (англ. foul ball), стали рахувати як страйк. Того ж року внаслідок реорганізації нижчої Західної ліги була заснована Американська ліга — перший успішний конкурент Національної ліги. Ці дві ліги, кожна з яких мала вісім команд, вели між собою боротьбу за найкращих гравців, нерідко ігнорували контракти одна одної і вели затяті судові процеси.
Зрештою сторони помирилися та у 1903 році уклали Національну угоду. Цим документом були юридично оформлені відносини між двома вищими лігами, а також відносини ліг з Національною асоціацією професіональних бейсболістів, яка представляла більшість професіональних нижчих бейсбольних ліг. Восени того року вперше було проведено Світову серію, у якій змагалися чемпіони двох ліг, хоча чіткого правила про проведення таких матчів ліга ще не прийняла: Бостон Американс з Американської ліги перемогли Піттсбург Пайретс з Національної ліги. Наступного року серія не була проведена, оскільки чемпіон Національної ліги Нью-Йорк Джаєнтс відмовився визнавати статус Американської ліги та її чемпіона. У 1905 році Джаєнтс знову стали чемпіонами Національної ліги і керівництво команди пішло на поступки, що призвело до започаткування Світової серії, як щорічного змагання за звання чемпіона вищої ліги.
В міру того, як професіональний бейсбол став усе більш прибутковим, гравці все частіше скаржилися на власників через контролювання та нерівний розподіл прибутків. Протягом перших десятиліть існування вищих ліг гравці різних команд періодично робили спроби страйків, які закінчувалися, коли гравцям погрожували втратою роботи. Строгі умови бейсбольних контрактів, які прив'язували гравця до команди навіть після закінчення контракту, допомагали тримати гравців під контролем. Після Світової серії 1919 року стався скандал, пов'язаний з тим, що гравці команди Чикаго Вайт Сокс, спонукані неприязню до скупого власника та мотивовані обіцяними виплатами від шахраїв, навмисно програли серію («Скандал чорних носків»). Скандал призвів до створення нової Національної комісії бейсболу, яка зблизила дві ліги. У 1920 році було обрано першого комісара вищої ліги бейсболу — Кенесо Маунтін Лендіса. В тому ж році була створена Негритянська національна ліга — перша значима негритянська ліга, яка діяла до 1931 року.
Бейсбольні матчі початку XX століття були менш результативними, ніж сучасні, з малою кількістю хоум-ранів. У грі домінували силові пітчери, команди використовували стратегію «inside baseball». Цей період називають «ера мертвого м'яча» (англ. dead-ball era), яка закінчилась на початку 1920-х років завдяки прийняттю декількох змін у правилах. Було встановлено строгі норми щодо розміру, форми та матеріалу бейсбольного м'яча. Нове правило офіційно забороняло будь-яким чином змінювати м'яч при подачі (збільшувати його вагу або зволожувати сторонніми речовинами) після того, як Рой Чепмен помер від влучання подачі в голову. Це нове правило, а також поява після Першої світової війни нових покращених матеріалів, призвели до того, що м'яч тепер летів далі після відбивання. Це стало перевагою для хітерів. Часто спорудження додаткових місць на стадіоні призводило до того, що огорожа самого поля переносилася ближче до бейсбольного майданчика, і завдяки цьому частіше ставалися хоум-рани.

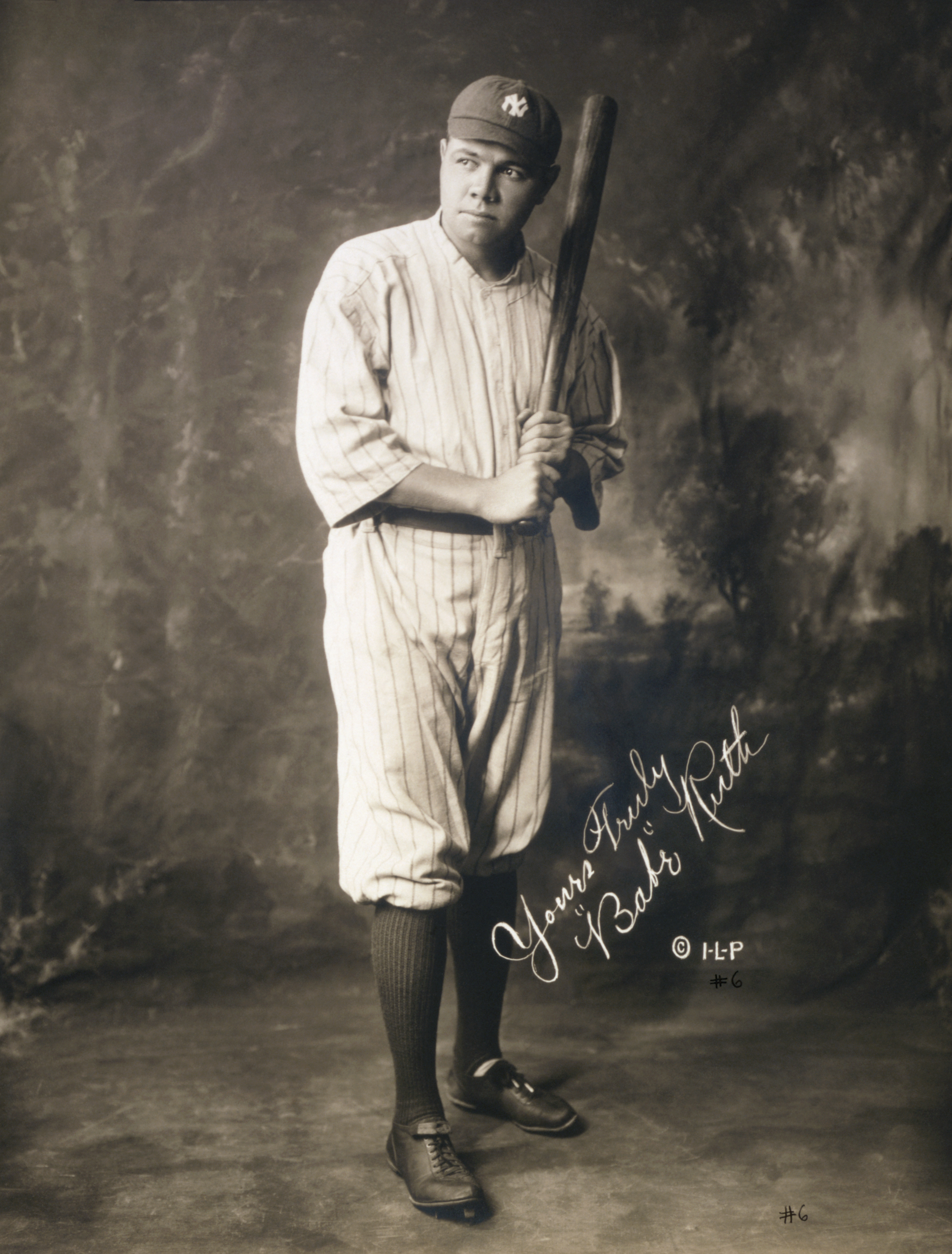
Бейб Рут. 1920 рік, коли він приєднався до Нью-Йорк Янкіз

Назавжди характер гри змінила поява легендарного гравця Бейба Рута — першого відомого силового хітера нової ери. Клуб, у якому Рут встановив більшість своїх рекордів по відбиванню, — Нью-Йорк Янкіз — заробив репутацію головної команди вищої ліги. Наприкінці 1920-х і на початку 1930-х років генеральний директор Сент-Луїс Кардиналс Бранч Рікі інвестував кошти у декілька клубів нижчої ліги і розробив першу сучасну «систему ферм». У 1933 році була створена нова Негритянська Національна ліга, через чотири роки вона об'єдналася з Негритянською Американською лігою. У 1936 році було проведені перші вибори до Національного залу слави бейсболу. У 1939 році у Пенсильванії створена Мала ліга бейсболу, яка займалась організацією дитячих бейсбольних ліг у США до кінця 1940-х років.
Через участь США у Другій світовій війні багато гравців залишило лігу, щоб служити у збройних силах. Розпалося дуже багато команд у нижчих лігах, під загрозою опинилася і вища ліга. Щоб гра не втрачала уваги публіки, власник Чикаго Кабс Філіп Ріґлі ініціював створення нової професіональної ліги із гравцями-жінками — Всеамериканської жіночої професіональної бейсбольної ліги, що існувала з 1943 по 1954 рік. У 1947 році проведена перша Студентська Світова серія, а також засновано молодіжну програму Ліги Бейба Рута. Ця програма невдовзі стала ще однією важливою організацією в дитячому бейсболі.

Джекі Робінсон, 1947 рік.

За рік до цього було зроблено першу тріщину у бар'єрі для участі темношкірих у професіональному бейсболі разом з білими, який існував за неписаною домовленістю. Джекі Робінсон підписав контракт з командою Бруклін Доджерс із Національної ліги, де генеральним менеджером став Бранч Рікі, і почав грати у Монреалі за їхню неосновну команду. У 1947 році Джекі Робінсон зламав кольоровий бар'єр у вищій лізі, коли дебютував у складі Доджерс. Того ж року у Американській лізі за Клівленд Індіанз вперше зіграв Леррі Добі. Також у команди вищої ліги стали приходити гравці латиноамериканського походження, на яких раніше не звертали увагу.
Відвідуваність бейсбольних матчів на всіх рівнях стала зменшуватись через конкуренцію футболу та телебачення. Хоча вищим лігам вдалося покращити свій стан, нижчі ліги не втрималися на плаву і було розформовано сотні напівпрофесіональних та аматорських команд. Расова інтеграція проходила повільно: у 1953 році лише 6 із 16 команд мали чорношкірих гравців у складі. Того року було засновано Асоціацію гравців Вищої ліги бейсболу. Вона стала першим професіональним бейсбольним об'єднанням, яке не припинило діяльність через короткий час, але при цьому довгий час асоціація залишалася неефективною. У 1960 році припинила діяльність остання негритянська ліга, оскільки завдяки інтеграції найкращі гравці грали у ВЛБ. Завдяки декільком переміщенням команд та розширенню з'явилися команди вищої ліги на заході США. В кожній лізі тепер було по десять команд, а сезон збільшився до 162 матчів з 1961 року.

### Бейсбол у світі
Бейсбол, відомий як «американська національна розвага», добре розвинутий і в декількох інших країнах. Історія бейсболу в Канаді тісно пов'язана з розвитком цього спорту у США. Команди з Канади грали у професіональній вищій лізі разом з командами зі США ще у 1877 році. Сьогодні одна команда — «Торонто Блю Джейс» — є учасником ВЛБ (до 2004 року було дві).
Першу офіційну бейсбольну лігу за межами США і Канади було створено на Кубі у 1878 році. Куба зберігає багаті бейсбольні традиції і її національна збірна була однією з найсильніших у світі після запровадження міжнародних турнірів у 1930-х роках. У 1912 році перший чемпіонат країни проведено у Домініканській республіці. У період між світовими війнами були створені бейсбольні турніри та ліги у Нідерландах (1922), Австралії (1934), Японії (1936), Мексиці (1937) і Пуерто-Рико (1938). Японська ліга Nippon Professional Baseball, що складається з двох ліг — Центральної і Тихоокеанської, — вважається найсильнішим професіональним змаганням за межами Сполучених Штатів. В Японії також є система професіональних нижчих ліг, як і США, проте набагато менша — кожна команда має лише один фарм-клуб, тоді як команди ВЛБ мають по чотири-п'ять.
Після Другої світової війни професіональні ліги створені у багатьох країнах Латинської Америки. Найбільш відомими з них були ліги у Венесуелі та Домініканській республіці. З початку 1970-х років щороку проводиться Карибська серія, у якій змагаються чемпіони бейсбольних ліг Домініканської республіки, Мексики, Пуерто-Рико, Венесуели та Куби (приєдналася 2014 року). В Азії професіональні бейсбольні ліги є у Кореї (з 1982 року), Тайвані (з 1990 року) і Китаї (з 2003 року).
Професіональні бейсбольні ліги існують також у багатьох європейських країнах. Найбільш успішними з них є ліги у Нідерландах та Італії. Проте інтерес до бейсболу в Європі та Австралії є набагато меншим у порівнянні навіть з Азією та Латинською Америкою. У Європі існує Європейська конфедерація бейсболу (створена 1953 року), яка організовує змагання між клубами з різних країн та між національними збірними.

#### Міжнародні змагання
На міжнародному рівні організацією бейсбольних змагань займається Всесвітня конфедерація бейсболу і софтболу (WBSC). Вона створена у 2013 році шляхом об'єднання Міжнародної федерації бейсболу (IBAF, існувала з 1938 року) та Міжнародної федерації софтболу. Станом на 2017 рік членами WBSC є бейсбольні та софтбольні федерації 142 країн. З 1938 по 2011 рік проводився Чемпіонат світу з бейсболу. Двома головними турнірами під егідою WBSC є Світова класика бейсболу (проводиться раз на 4 роки) і Прем'єр–12 (раз на чотири роки, починаючи з 2015).
У тих країнах, де бейсбол розвинутий на професіональному рівні, проводяться також і змагання серед жінок на аматорському рівні. З 2004 року проводиться Чемпіонат світу з бейсболу серед жінок.
У вересні 1986 року МОК включив бейсбол і софтбол у програму літніх олімпійських ігор. 8 липня 2005 на 117-й сесії МОК в Сінгапурі бейсбол і софтбол були виключені зі списку олімпійських видів спорту як через недостатню популярність в більшості країн-членів МОК, так і через розбіжності між МОК і Вищою лігою бейсболу США, яка відмовилася переносити свої змагання на час проведення Олімпійських ігор. У серпні 2016 року МОК схвалив проведення змагань з бейсболу на Олімпійських іграх 2020 року в Токіо.

## Правила та хід гри
У бейсбол грають 2 команди по 9 гравців. Команди по черзі грають в нападі (включає в себе відбивання м'яча битою, англ. batting, і оббігання баз, англ. base running) й захисті (включає в себе подачу м'яча, англ. pitching, і захисні дії в полі, англ. fielding). Одна зміна, протягом якої кожна з команд зіграла в нападі і захисті, складає ігровий відрізок — інінґ. Один матч складається з дев'яти інінґів (на студентському рівні та в нижчих лігах матч може складатися з семи інінґів під час т. зв. дабл-хедера (doubleheader) — два матчі поспіль між тими самими командами в один день). Одна з команд (зазвичай, команда-господар) першою грає свою зміну на подачі в кожному інінґу, а команда-гість, як правило, першою грає зміну на відбиванні в кожному інінґу.
Мета гри — заробити більше очок (ранів), ніж команда-суперник. Ран можуть заробити гравці команди, що грає в нападі. Для цього вони повинні оббігти чотири бази (усі за один раз або поступово просуваючись від однієї до іншої), розташовані в кутах прямокутного чотирикутника. Гравець відбиває м'яч, стоячи у домі (англ. home plate), і, щоб заробити ран, повинен рухатися в напрямку проти годинникової стрілки і торкнутися за правилами першої, другої і третьої бази та повернутися в дім. Команда, яка грає в захисті, намагається не дозволити супернику заробити ран або у свою чергу заробити аут. Аут виводить гравця нападаючої команди з гри. Якщо команда, яка грає в захисті, заробила три аути, команди міняються позиціями Якщо після завершення дев'яти інінґів рахунок гри рівний, граються вирішальні додаткові інінґи.

Фаза атаки для кожної команди триває, доки супротивник не виведе з гри трьох гравців. На початку фази атаки бази вільні, єдиний гравець команди стоїть у домі, чекаючи на подачу від супротивника. М'яч подається з особливої точки в центрі квадрату, окресленого базами, гравцем команди, що грає в захисті, якого називають пітчером (англ. pitcher). Пітчер подає м'яч таким чином, щоб він потрапив до іншого гравця команди-захисника — кетчера (англ. catcher), пройшовши над домом на висоті від коліна до плеча гравця команди, яка грає в нападі (в цій фазі гри такий гравець називається «бетером» — англ. batter). Успішно відбивши м'яч битою таким чином, щоб він опустився на землю в межах зони гри, бетер кидає биту й біжить до першої бази (у цій фазі гри він стає ранером — англ. runner). Якщо ранер добігає до бази швидше, ніж команда супротивника докине туди м'яч, він здійснив перший етап своєї перебіжки й перебуває в безпеці, доки в гру не вступить наступний бетер. Якщо наступний бетер успішно відбиває м'яч, то команда вже має на полі двох ранерів, один із них рухається до першої бази, а другий — до своєї наступної. Ранер на першій базі може також добігти до другої навіть при неуспішному відбиванні м'яча другим бетером. У такому випадку говорять, що він «украв базу». Так продовжується доти, доки команда, що грає в захисті, не зуміє вибити з гри трьох гравців команди, яка грає в атаці. Кожен із ранерів при успішній грі партнерів може дістатися до кінцевої бази — до дому, принісши своїй команді очко.

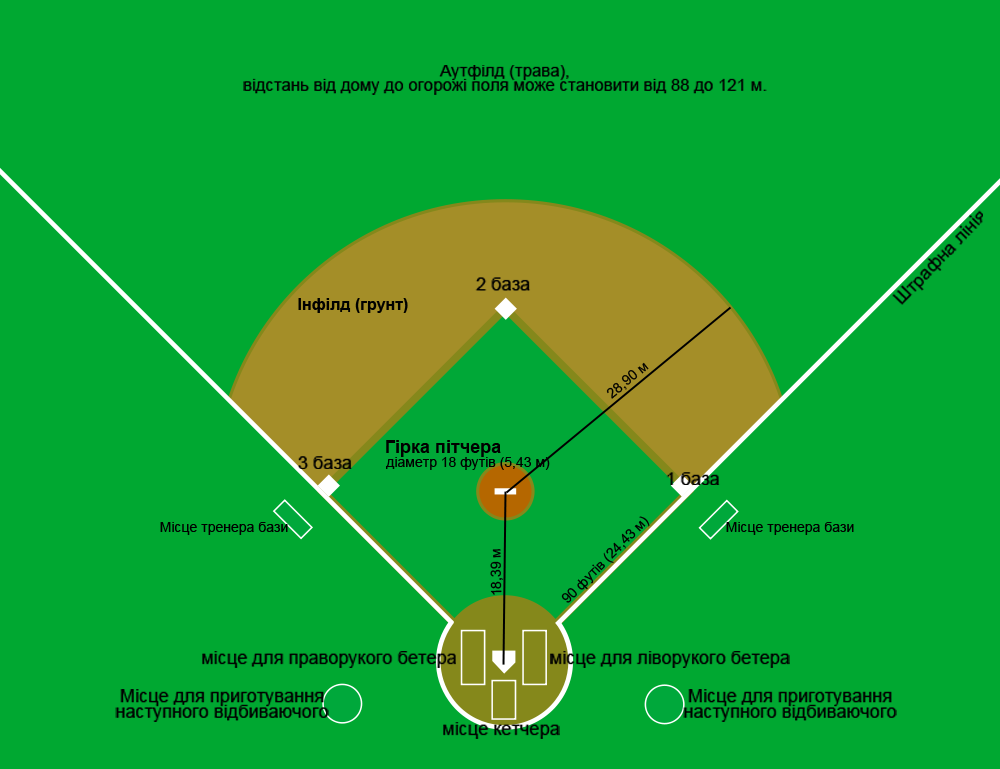
Розмітка та розміри поля для бейсболу

Особливим успіхом бетера є хоум-ран (англ. home run) — настільки успішно відбитий м'яч, що він вилітає за поле (в межах ігрового сектора), зазвичай на далекі трибуни. У такому випадку команда супротивника не може принести м'яч на базу, і гравець може безперешкодно (під овації трибун) оббігти всі бази до дому. Всі гравці атаки, що стоять на базах теж спокійно оббігають і отримають по одному рану. Таким чином можна здобути від одного до чотирьох ранів. Хоум-ран, у випадку повністю завантажених баз приносить 4 очки і називається ґранд слем (англ. grand slam).

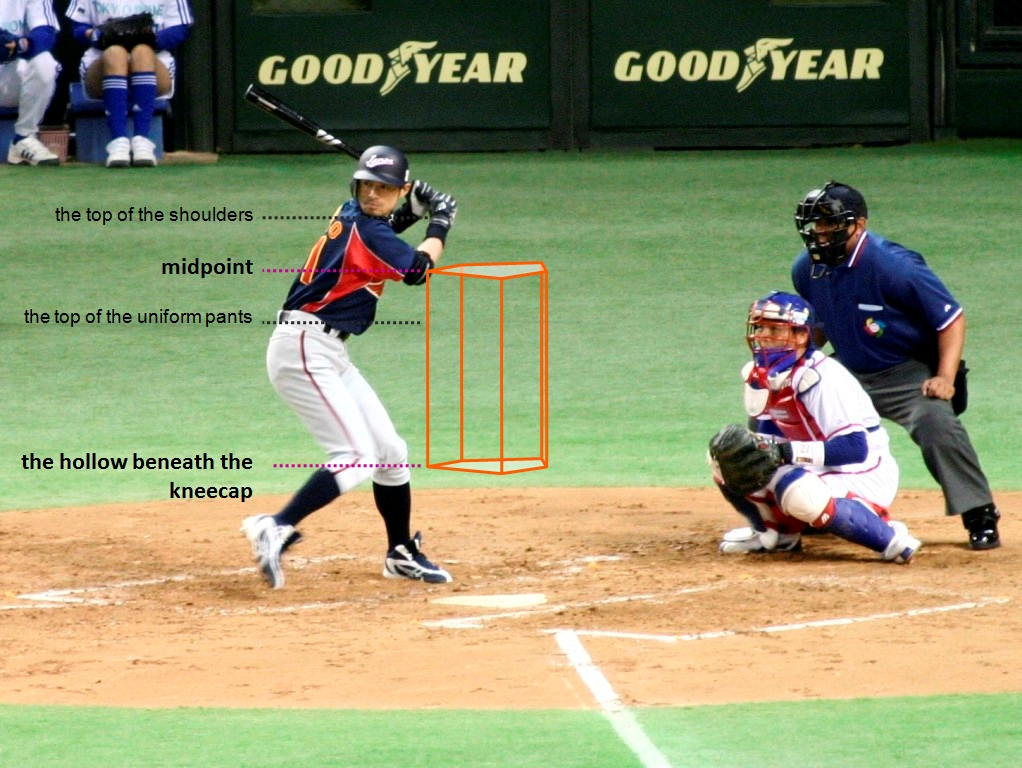
Схема зони страйка (англ.)

Якщо бетер здійснив спробу удару, і його бита, не влучивши в м'яч, перетнула лінію дому, це страйк (англ. strike), незалежно від того, чи пітчер виконав подачу за правилами. Якщо бетер не ворухнув битою, то суддя гри визначає, чи пролетів м'яч над домашньою базою на висоті від колін до грудей бетера, в так званій зоні страйка. Якщо пролетів, то це страйк, якщо ні — це бол (англ. ball).
Якщо гравець відбив м'яча, але м'яч вийшов за межі сектора бейсбольного майданчика — це фаул-бол (англ. foul-ball). Фаул-бол також є страйком, проте фаул-бол не може бути останнім третім страйком. При двох страйках фаул-бол вважається незіграним м'ячем: рахунок страйків-болів не змінюється.
При трьох страйках — це зветься страйк-аутом — бетер тимчасово виходить з гри (в цьому інінґу). При невдалій грі пітчера після чотирьох болів бетер отримує право перейти на першу базу. Така ситуація називається «бейс-он-болс» або вок (англ. walk).
У той час, як команда в нападі намагається заробити ран, команда в захисті намагається зробити аут і цим вивести суперників з гри. Бетерів і ранерів можна вибити з гри кількома способами:
- страйк-аут. Бетер вибуває, коли пітчер команди супротивника зумів здійснити проти нього три страйки;
- флай-аут. Коли відбитий бетером м'яч ловлять у повітрі, не дозволивши м'ячу торкнутися землі.
- граунд-аут. Коли після відбивання бетером м'яч опустився в ігровій зоні, але перш ніж бетер (що вже став ранером) досяг першої бази, гравець команди суперника торкнувся бази, тримаючи м'яч у руці. Гравець команди захисту упіймавши м'яч може або сам дістатися потрібної бази або кидати його своєму партнеру.
- форс-аут. Заробляється на гравцеві, який був зобов'язаний робити спробу просуватися на наступну базу, але не встиг зробити цього, раніше ніж захисник торкнувся цієї бази з м'ячем.
- тег-аут. Коли захисник м'ячем торкається ранера м'ячем або рукавицею з м'ячем, доки ранер не дістався бази.

Гра проходить на полі, межами якого є дві штрафні лінії, що простягаються від дому у два передні бокові напрямки під кутами у 45 градусів. Територія в межах прямого кута між цими лініями є зоною для гри, а територія за межами цих ліній є штрафною зоною. Є внутрішнє і зовнішнє поле. Внутрішнє поле, інфілд — прямокутник, що утворюється лініями між базами, та зона на декілька метрів далі в межах штрафних ліній. Зона за межами інфілду, але в межах штрафних ліній, є аутфілдом. В середині інфілда є круг (гірка) пітчера (англ. pitcher's mound) з прямокутною гумовою плитою в центрі. Ця плита встановлюється на 25 см вище рівня решти поля (усі бази повинні бути на одному рівні). Зовнішньою межею аутфілда зазвичай є якась встановлена огорожа (яка може бути з будь-якого матеріалу та будь-якої висоти). Територія від дому до межі аутфілда є полем для гри у бейсбол, хоча декотрі значимі події можуть відбуватися і в штрафній зоні.

### Приладдя для гри
Основне приладдя для гри в бейсбол:
- бейсбольний м'яч розміром приблизно як кулак дорослої людини. Довжина його окружності — 23 сантиметри. Вага 142—149 грамів. Він має гумову або пробкову серцевину, обмотану шерстяними нитками і обтягнуту двома шматками шкіри білого кольору, що зшиті двома швами[57].
- бита. Бита є інструментом для відбивання. Зазвичай зроблена із цільного, твердого шматка деревини. У матчах непрофесіоналів широко використовуються бити з інших матеріалів. Це міцна кругла палиця, діаметр на кінці, яким відбивають м'яч, становить близько 6,4 сантиметра (2,5 дюйми). Кінець, за який тримають, є набагато вужчим, а на самому кінці ручки є випуклий набалдашник. На дорослих змаганнях найчастіше користуються битами завдовжки 86—89 сантиметрів (34—35 дюймів). Максимально дозволена довжина бити у ВЛБ — 42 дюйми (106,6 см)[57].
- бейсбольні рукавиці. Рукавиця виготовляється з набитої шкіри з тасьмою між пальцями. Рукавиця є засобом для піймання й утримання м'яча. Для різних позицій у захисті існують рукавиці різних форм — рукавиця для кетчера, пітчера, першого бейсмена і гравця в полі.
- захисний шолом. Також стандартним обладнанням для усіх бетерів є захисні шоломи, які закривають вуха. Кетчер під час прийому подачі обов'язково повинен одягати шолом із захисною маскою[58].

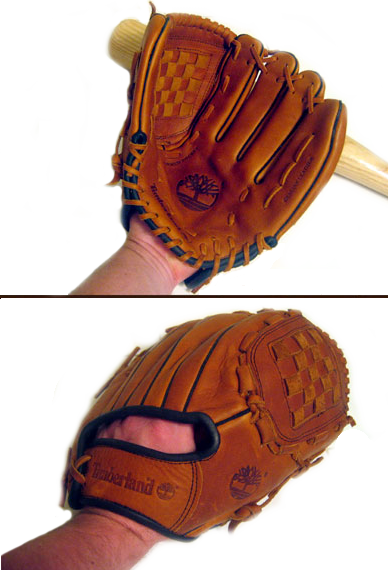
Рукавиця
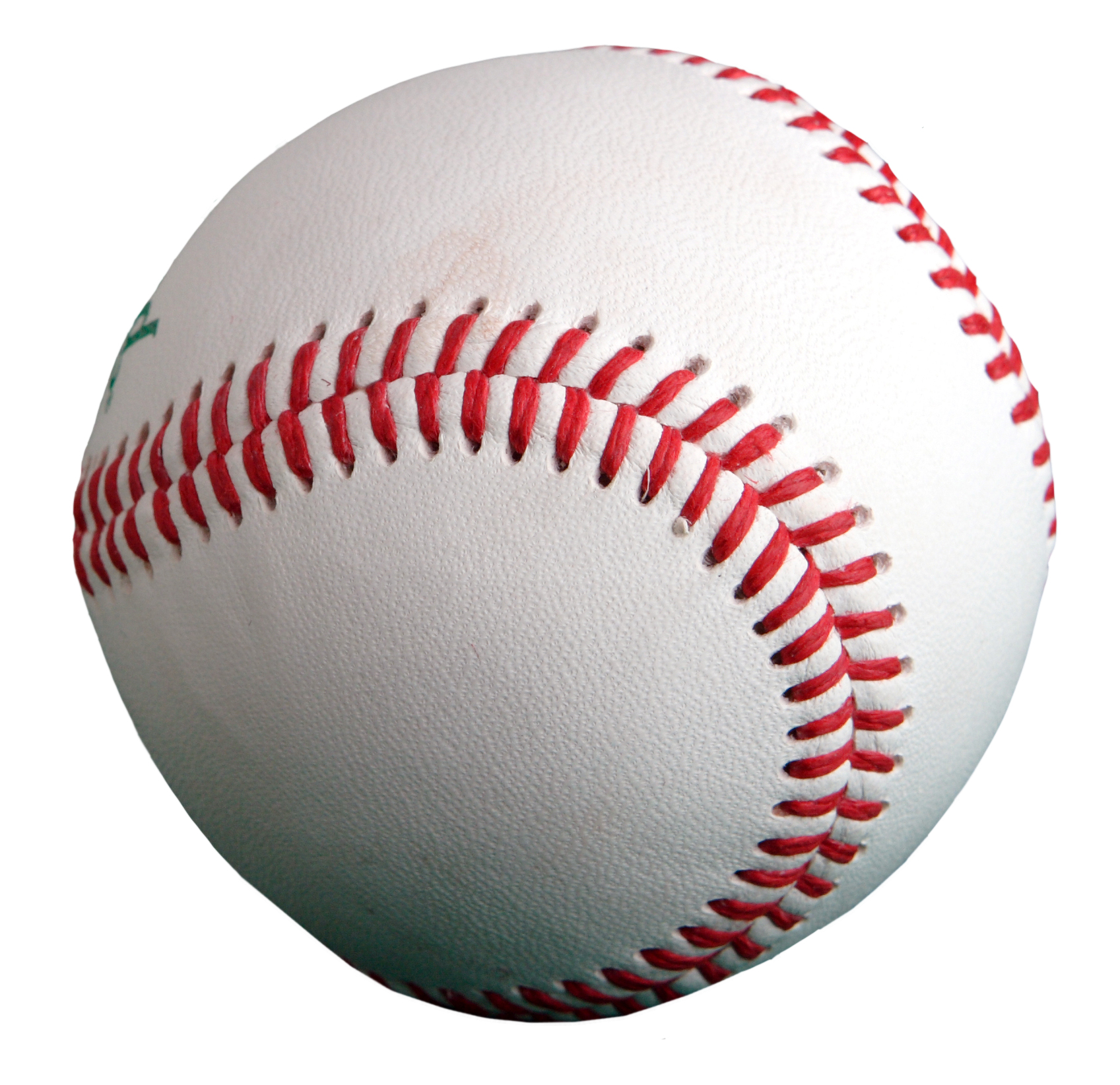
М'яч
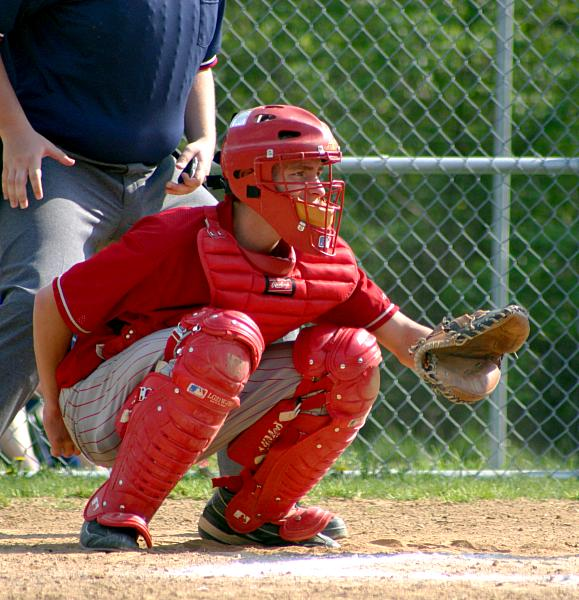
Кетчер
Бита

## Персонал

### Гравці
У різних лігах та на різних рівнях організованих змагань розмір складу гравців відрізняється. Команди Вищої ліги бейсболу повинні мати 25 гравців у своєму складі.

### Інший персонал
Менеджер або головний тренер команди відповідає за основні стратегічні рішення, такі як визначення стартового складу, порядок вступу в гру бетерів перед кожним матчем та проведення замін під час гри. Головному тренеру, як правило, допомагають два або більше тренерів, які можуть вузько визначені обов'язки, тобто тренувати гравцям навички відбивання, гри в захисті, подачі або загальний фізичний стан. На більшості рівнів організованих змагань під час гри команди у нападі у полі перебувають два тренери цієї команди: вони називаються тренерами баз. Тренери баз займають визначені для них місця поряд з першою і третьою базою за штрафною лінією. Вони дають вказівки бейсранерам під час гри, а під час пауз передають тактичні вказівки бетерам і ранерам від головного тренера. На відміну від інших командних видів спорту, менеджер і тренери, як правило, одягають форму команди. У ВЛБ для тренерів баз це є обов'язковою вимогою.
Під час бейсбольного матчу всі рішення про результат кожного розіграшу приймає арбітр. Арбітрів може бути декілька. Головний арбітр обов'язково має стояти позаду кетчера, щоб добре бачити зону страйка, і фіксувати «бол» або «страйк». Також він відповідає за дотримання правил гри під час матчу. Можуть бути додаткові арбітри біля баз. У ВЛБ в кожному матчі є чотири арбітри, по одному на кожній базі.

## Особливості
Бейсбол має декілька рис, які відокремлюють його від інших командних видів спорту, які популярні в тих самих країнах, що і бейсбол, тобто від американського футболу, баскетболу, хокею та футболу. В усіх цих видах спорту застосовується ліміт часу; в усіх них гра є більш колективною; в жодному з них немає настільки суттєвих відмінностей між ігровими майданчиками.

### Немає затягування часу
У видах спорту з лімітом часу часто трапляється, що команда, яка веде в рахунку протягом матчу, «вбиває» або «затягує час» замість того, щоб ініціативно змагатися з суперником. На противагу цьому у бейсболі немає ліміту часу. Команда не зможе перемогти, поки не виведе з гри останнього бетера, а окремі розіграші не обмежуються в часі. Під час майже кожної черги найбільш вигідною стратегією є агресивна гра у тій чи іншій формі.
Хоча від самого початку професіонального бейсболу матч складається з дев'яти інінгів, середня тривалість матчу вищої ліги постійно зростала з плином часу. Наприкінці XIX століття матчі зазвичай тривали півтори години. В 1920 роках тривалість виросла до майже двох годин, а до 1960 року збільшилася до 2 годин 38 хвилин. Станом на 1997 рік матч Американської ліги в середньому тривав 2 години 57 хвилин. МЛБ у 2004 році заявила, що ставить за мету, щоб матчі тривали не довше 2 годин 45 хвилин. Однак станом на 2014 рік середня тривалість матчу у ВЛБ перевищила три години. Збільшення тривалості матчів пов'язане з довшими перервами між половинами інінгів для телереклами, повільнішим темпом гри, оскільки пітчери роблять більші паузи між кожною окремою подачею. З подібною проблемою стикалися інші ліги. NPB вживала заходів, щоб скоротити тривалість матчів на 12 хвилин з 3 годин 18 хвилин (середня тривалість за останні 10 років).

### Зосередження уваги на окремих гравцях
Хоча бейсбол є командним видом спорту, нерідко прискіплива увага і тиск звернені на окремого гравця. У 1915 році в бейсбольному посібнику було зазначено, що кожна окрема подача, яких за матч може бути до двох сотень, являє собою змагання один на один: «Битва хитрощів між пітчером і бетером». Досліджуючи відмінності гри від футболу і баскетболу, вчений Майкл Мандельбаум стверджує, що «в еволюційному розвитку бейсбол (з-поміж перелічених) найближчий до старіших індивідуальних видів спорту». Пітчер, бетер та польовий гравець фактично діють незалежно один від одного. Тренери можуть давати сигнал пітчеру або бетеру про дотримання певної стратегії, але для реалізації цієї стратегії потрібна послідовність одноосібних дій. Якщо бетер виконав лайн-драйв, то єдиним, хто несе відповідальність за прийняття рішення намагатися упіймати м'яч чи грати його після відскоку, є аутфілдер. І він же буде нести відповідальність за успіх або невдачу. Відокремленість гравців у бейсболі сприяє його статистичній точності, а статистика у свою чергу посилює цю ізольованість. Як пише Мандельбаум:
|  | Неможливо виокремити та об'єктивно оцінити внесок, який зробив кожен член [футбольної] команди у кінцевий результат… Кожен гравець баскетбольної команди постійно взаємодіє з усіма своїми партнерами. У бейсболі ж навпаки, кожен гравець в більшій або меншій мірі сам по собі. Тому у бейсболі панує цілковита прозорість і повна відповідальність. Бейсболіст живе у скляному будинку, всесвіті чіткої моралі… Все, що робить кожен гравець, оцінюється. А все, що оцінене, є або добрим або поганим, правильним або неправильним. |

### Унікальність кожного бейсбольного стадіону

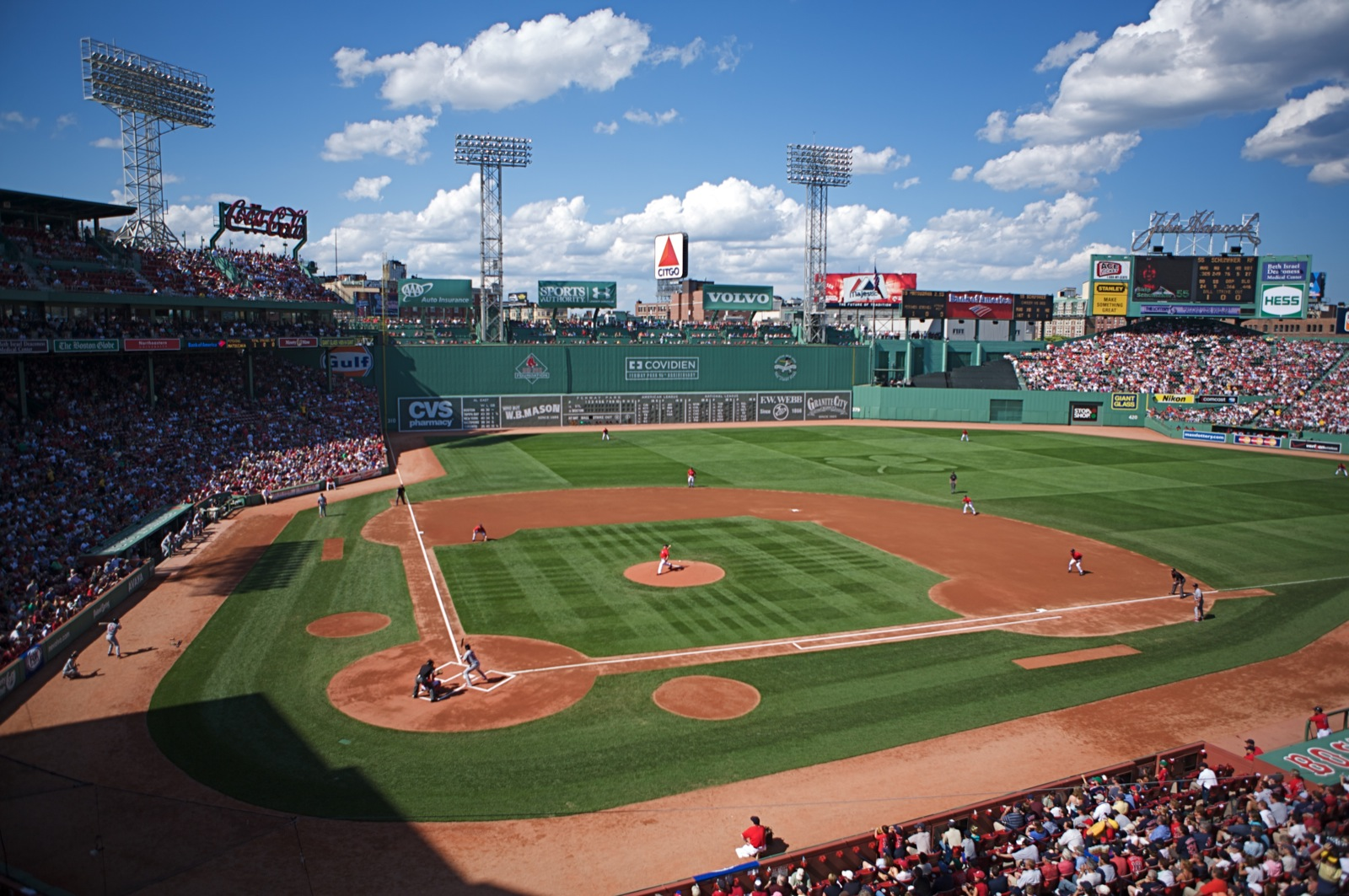
Фенвей Парк у Бостоні

На відміну від багатьох видів спорту, бейсбольні поля можуть суттєво відрізнятися за розміром та формою. Бейсбольні стадіони у США називають словом «парк». Розміри інфілда регулюються точно, але для розміру та форми аутфілда на стадіонах професіональних команд за правилами ВЛБ, є лише вимога про те, що поля, побудовані або реконструйовані після 1 червня 1958 року, повинні мати мінімальну відстань від домашньої бази до огорожі 99 метрів справа і зліва і 122 метри по середині. Команди Вищої ліги часто не дотримуються і цього правила. Щодо висоти огорожі та інших конструкцій на межі аутфілда немає правил взагалі.
Також немає строгих правил щодо розмірів позаігрової зони та покриття поля. Команди самостійно вирішують, яка частина поля матиме трав'яне покриття, а яка буде без нього. На декотрих полях (у тому числі у ВЛБ) використовуються штучні покриття. Відмінності у покритті поля впливають на поведінку м'яча після відскоку та на швидкість бігу. Подібно, на характеристики м'яча у польоті впливає наявність або відсутність даху над стадіоном. Усі ці фізичні відмінності створюють особливі ігрові обставини для кожного стадіону. До цього додаються інші місцеві чинники: клімат і висота над рівнем моря. Певний стадіон може мати репутацію «стадіону пітчера» або «стадіону хітера», якщо унікальне поєднання елементів помітно сприяє гравцям якогось амплуа. Наприклад, бейсбольний парк «Курс Філд» у Денвері завдяки розташуванню на висоті 1610 метрів над рівнем моря вважається найсприятливішим стадіоном у ВЛБ для хітерів. Характер «Ріглі Філд» у Чикаго змінюється в залежності від того від вітру з озера Мічиган. Коли вітер є, це перевага для пітчерів, коли вітер стихає, це сприяє бетерам у відбиванні.

## Статистика
В організованому бейсболі статистиці приділяється більша увага, ніж у багатьох видах спорту. Кожен розіграш є окремим елементом і має відносно невелику кількість можливих наслідків. Наприкінці XIX століття колишній гравець у крикет Генрі Чедвік з Нью-Йорка став автором «рамки зі статистикою матчу (англ. box score), таблиці для становища команд, середнього показника відбивання (англ. batting average), щорічного бейсбольного довідника та багатьох інших широко відомих статистичних показників і таблиць, що використовуються для опису бейсбольних матчів». У 1920-х роках американські газети почали все більше уваги приділяти бейсбольній статистиці.
За Офіційними правилами бейсболу, які видає Вища ліга бейсболу, на кожному матчі обов'язково має бути офіційний протоколіст для точної фіксації статистики. Для сприяння послідовного підходу у правилах наведені детальні критерії. На основі офіційного протоколу формується рамка статистики матчу і ведуться відповідні статистичні рекорди. Статистикою користуються генеральні менеджери та бейсбольні скаути при оцінці гравців і прийнятті стратегічних рішень. Бейсбольна статистика не є вузькоспеціалізованою дисципліною, багато статистичних показників добре знайомі пересічному уболівальнику в США.
Ось декотрі з основних статистичних показників, які фіксуються в матчі для різних амплуа.
Для бетерів:
- «на відбиванні» (англ. At bat) — кількість разів, коли гравець грав на відбиванні проти пітчера. До цього показника не зараховуються декотрі випадки, коли бетер, хоча і виходить на відбивання, але не застосовує свої вміння або застосовує не в повній мірі (вок, hit by pitch, секріфайс);
- хіти — кількість разів, коли бетер дістався бази завдяки успішному відбиванню і за відсутності помилки гравців захисту.
- рани — кількість здійснених пробіжок усіма базами з поверненням у дім.
- ранс бетед ін (РБІ) (англ. runs batted in, RBI) — кількість ранів, зароблених командою завдяки діям бетера.
- хоум-рани — кількість успішних відбивань, завдяки яким бетер пройшов усі чотири бази відразу і за відсутності помилки гравців захисту.
- середній показник відбивання (англ. batting average) — відношення кількості хітів до показника «на відбиванні». Цим показником традиційно вимірюють здібності бетера.

Для ранерів:
- вкрадені бази (англ. stolen base) — кількість разів, коли ранер зміг дістатися наступної бази виключно завдяки власним зусиллям, зазвичай під час виконання подачі пітчером.
- «упійманий на крадіжці» (англ. caught stealing) — кількість разів, коли на гравцеві зробили тег-аут під час здійснення спроби вкрасти базу.

Для пітчерів:
- перемоги — фіксується для пітчера, під час подачі якого команда вийшла вперед у рахунку в матчі і більше не віддавала лідерства (стартовий пітчер повинен зіграти щонайменше п'ять інінгів).
- поразки — фіксується для пітчера, під час подачі якого команда суперників вийшла вперед у рахунку в матчі і більше не віддавала лідерства.
- сейв — фіксується для пітчера, який вступив у гру, коли його команда вела в рахунку і після цього не віддавала лідерства.
- завершені інінґи (англ. pitched innings) — кількість аутів, які зароблені командою під час подачі пітчера. Виражається з допомогою співвідношення 3 аути = 1 інінґ. Записується у вигляді десяткового дробу, де знак після крапки означає кількість аутів, а перед крапкою кількість цілих інінгів.
- страйк-аути
- відсоток перемог (англ. winning percentage) — співвідношення показника «перемоги» до суми показників «перемоги» і «поразки»
- ЕРА (середній показник програних ранів), (ERA англ. earned run average) — середній показник ранів, які заробили суперники на подачах пітчера (загальна кількість поділена на 9 завершених інінґів).

Для польових гравців:
- пут-аут — записується гравцеві, який безпосередньо здійснив аут будь-яким способом (флай-бол, тег-аут, форс-аут або ін.)
- асист — записується гравцеві, коли після його торкання м'яча інший гравець команди заробив пут-аут.
- помилки — кількість разів, коли гравцеві не вдалося виконати дію, яку слід було зробити без особливих зусиль, і цим скористалася команда-суперник.
- середній показник гри в полі (англ. fielding average) — співвідношення успішних нагод (пут-аути + асисти) до загальної кількості нагод.

## Популярність та вплив на культуру
Загальновизнано, що бейсбол є національною грою у США. У 1919 році філософ Морріс Коен, описуючи бейсбол, назвав його «національною релігією Америки». За словами спортивного оглядача ESPN Джейсона Старка, «бейсбол довгий час був унікальною моделлю американської культури», втім, цей статус було зруйновано скандалом про зловживання стероїдами у ВЛБ. Спочатку матчі вищої ліги були орієнтовані більше на аудиторію категорії «білих комірців»: керівників, офісних службовців. Ціна квитка на матч Національної ліги у 1876 році складала 50 центів і була високою порівняно з іншими глядацькими розвагами. Також матчі проводилися у робочий час, коли працівники підприємств зайняті. За століття ситуація значно змінилася. Зросла популярність інших командних видів спорту — американського футболу, хокею і баскетболу. Середні ціни квитків на матчі цих видів спорту були значно вищими, ніж на матчі бейсболу. Професійний бейсбол зайняв місце серед провідних глядацьких видів спорту США, які найбільше орієнтовані на категорію «синіх комірців».
Вища ліга бейсболу поступається за доходами своєму конкуренту Національній футбольній лізі, проте її доходи постійно зростають. У 1985 році бейсбол та американський футбол були найпопулярнішими видами спорту у США — 24 і 23 % за результатами соціологічних опитувань. Проте за наступні 20 років бейсбол втрачав популярність. У 2015 році 15 % опитаних мешканців США назвали улюбленим видом спорту бейсбол, американський футбол — 33 %. На дитячому рівні щороку в організованих змаганнях Малої ліги бейсболу бере участь понад 2,4 мільйони дітей.
З-поміж інших країн найбільш популярний бейсбол у Японії та на Кубі. Японська професіональна ліга NPB у 2015 році мала дохід у 1,1 мільярда доларів — найбільше серед усіх ліг ігрових видів спорту в Азії. На Кубі бейсбол вважають національним видом спорту, він — обов'язкова частина державної системи фізичного виховання, починаючи з 6-річного віку.

### Бейсбол у популярній культурі
Бейсбол справляє значний вплив на популярну культуру у США та в інших країнах. Бейсбольні терміни та вислови нерідко стають основою для ідіом в англійській мові. Наприклад, «хоум ран — повний успіх», «у тебе два страйки — залишився один шанс». Першою трансляцією у Північній Америці, яка передавалася мережею радіостанцій, був матч Світової серії 1922 року. Повсюдне поширення e світі отримав головний убір бейсболка — навіть у країнах, де сам бейсбол не популярний.
Бейсболу присвячено багато творів літератури, театру, кіно й музики. Один із перших прикладів — вірш «Casey at the Bat», написаний Ернестом Таєром у 1888 році. У ньому розповідалось про невдачу відомого гравця у вирішальний момент. На його основі було поставлено водевіль та декілька вистав, фільм та оперу. У США знято багато фільмів, де бейсбол — основа сюжету: найбільш відомі — «Гордість Янкі», «Людина, яка змінила все», «Вища ліга», «42», «Новачок» «The Natural», «The Field of Dreams».
Завдяки бейсболу створювалися нові форми масової культури. Широко розповсюджені колекційні картки вперше з'явилися наприкінці XIX століття і ними були саме картки з зображеннями бейсболістів. Типова колекційна картка містила на одній стороні зображення гравця, а на іншій рекламу. На початку 1900-х років їх широко використовували виробники тютюнових виробів та цукерок. У 1930-х роках став популярним сучасний стиль бейсбольних карток, у якому на зворотньому боці фотографії гравця наводилися його біографічні дані та статистичні ігрові показники. Бейсбольні картки початку XX століття нерідко мають високу колекційну вартість і стали початком цілої окремої галузі видавництва колекційних карток, яка поширилася на інші види спорту та роди діяльності.